# 福島県の市町村章一覧
福島県の市町村章一覧（ふくしまけんのしちょうそんしょういちらん）は、福島県内の市町村に制定されている、あるいは制定されていた市町村章の一覧である。なお、一覧の順序は全国地方公共団体コード順による。廃止された市町村章は廃止日から順に掲載している。

## 市部
| 市         | 市章 | 由来                                       | 制定日         | 備考 |
| ---------- | ---- | ------------------------------------------ | -------------- | --- |
| 福島市     |      | 9つの「フ」と4つの「マ」を表している       | 1907年4月1日   | 1924年6月4日に公示される |
| 会津若松市 |      | 「会」の旧字体である「會」を図案化したもの | 1927年4月26日  | 制定前から使用されていたものを1927年4月26日に正式に制定される                                                                        |
| 郡山市     |      | 「山」の字である小篆を図案化したもの       | 1967年4月1日   | 江戸時代から使用されてきたが、町村制前の郡山村制時、町村制以降時の郡山町時に使用され、旧・郡山市制時の1930年6月5日に正式に制定された |
| いわき市   |      | 「い」を図案化したもの                     | 1967年10月1日  | |
| 白河市     |      | 「白」を図案化したもの                     | 2005年11月7日  | 2代目の市章である 色は青色・水色・赤色が指定されている                                                                               |
| 須賀川市   |      | 「す」を末広がりにして図案化したもの       | 1954年6月10日  | |
| 喜多方市   |      | 「喜」の異体字を図案化したもの             | 2006年7月4日   | 色は円は赤色・それ以外は緑色が指定されている 3代目の市章である                                                                       |
| 相馬市     |      | 「そ」を図案化したもの                     | 1962年12月28日 | |
| 二本松市   |      | 「N」を図案化したもの                      | 2005年12月1日  | 色は中央の線は青色に上下の線は緑色に指定されている 2代目の市章である                                                                 |
| 田村市     |      | 「田」を図案化したもの                     | 2005年8月25日  | 色は緑色が指定されている |
| 南相馬市   |      | 合併前の原町市・鹿島町・小高町を表している | 2006年1月1日   | 色は左下円は青色・右下円は緑色・中央上部円は橙色である                                                                               |
| 伊達市     |      | 弦月・兜を表している                       | 2006年3月16日  | 色は青色・黄色が指定されている |
| 本宮市     |      | 「も」を図案化したもの                     | 2007年1月1日   | 色は緑色と青色が指定されている |

## 町村部
| 郡       | 町村       | 町村章 | 由来                                                                               | 制定日         | 備考                                                      |
| -------- | ---------- | ------ | ---------------------------------------------------------------------------------- | -------------- | --------------------------------------------------------- |
| 伊達郡   | 桑折町     |        | 上方のかっこが「コ」・下方のかっこが「オ」・中央の白い空間が「リ」を図案化したもの | 1965年1月1日   |                                                           |
| 伊達郡   | 国見町     |        | 三つの「国」を合わせたものを表している                                             | 1955年9月19日  |                                                           |
| 伊達郡   | 川俣町     |        | 「カ」を飛鳥の様に図案化したもの                                                   | 1965年10月10日 |                                                           |
| 安達郡   | 大玉村     |        | O」と「T」を組み合わせたもの                                                       | 1972年6月26日  |                                                           |
| 岩瀬郡   | 鏡石町     |        | 「カ」を図案化し、「石」を表している                                               | 1969年1月20日  |                                                           |
| 岩瀬郡   | 天栄村     |        | 「て」・「ん」を丸く図案化したもの                                                 | 1972年9月1日   |                                                           |
| 南会津郡 | 下郷町     |        | 「しも」を図案化したもの                                                           | 1980年4月29日  |                                                           |
| 南会津郡 | 檜枝岐村   |        | 「ひ」・「の」を合成し、図案化したもの                                             | 1972年11月     |                                                           |
| 南会津郡 | 只見町     |        | 「只」を三つに図案化したもの                                                       | 1968年10月     | 明治百年記念式典の一環として制定される                    |
| 南会津郡 | 南会津町   |        | 「み」を図案化したもの                                                             | 2006年7月20日  | 色は橙色・青色・緑色が指定されている。                    |
| 耶麻郡   | 北塩原村   |        | 「北」を円形に図案化したもの                                                       | 1974年3月      |                                                           |
| 耶麻郡   | 西会津町   |        | 「西」を円形とV字型に近い形に図案化したもの                                        | 1954年9月20日  |                                                           |
| 耶麻郡   | 磐梯町     |        | 「バン」・磐梯山を図案化したもの                                                   | 1964年10月2日  | 色は黒色が指定されている 他には文字が金色に指定されている |
| 耶麻郡   | 猪苗代町   |        | 「い」を図案化し、中央部は磐梯山・下部は猪苗代湖を表したもの                       | 1975年12月12日 | 1963年に制定されたものを告示したものである                |
| 河沼郡   | 会津坂下町 |        | 「ば」を大きな円と小さい円に合体して図案化したもの                                 | 1965年3月16日  |                                                           |
| 河沼郡   | 湯川村     |        | 「ユ」を配し、「川」を表している                                                   | 1976年10月20日 |                                                           |
| 河沼郡   | 柳津町     |        | 「ヤナイヅ」を図案化したもの                                                       | 1962年10月1日  |                                                           |
| 大沼郡   | 三島町     |        | 「ミシマ」を組み合わせて図案化したもの                                             | 1965年11月3日  |                                                           |
| 大沼郡   | 金山町     |        | 天は「カ」・地は「山」を図案化したもの                                             | 1966年3月1日   |                                                           |
| 大沼郡   | 昭和村     |        | 鳩の羽根に「ショウワ」を配し、表したもの                                           | 1967年3月20日  |                                                           |
| 大沼郡   | 会津美里町 |        | 「A」と「ミ」を表したもの                                                          | 2005年12月16日 | 色は緑色と青色が指定されている                            |
| 西白河郡 | 西郷村     |        | 「に」をスクリューの形に図案化したもの                                             | 1967年11月3日  |                                                           |
| 西白河郡 | 泉崎村     |        | 「い」を意匠化したもの                                                             | 1968年11月1日  | 地色は橙色であり、紋章は白色が指定されている              |
| 西白河郡 | 中島村     |        | 「中」を現代的に図案化したもの                                                     | 1971年6月3日   |                                                           |
| 西白河郡 | 矢吹町     |        | 「矢」を図案化したもの                                                             | 1968年5月1日   |                                                           |
| 東白川郡 | 棚倉町     |        | 「た」を図案化したもの                                                             | 1973年11月3日  | 2代目の町章である                                         |
| 東白川郡 | 矢祭町     |        | 「や」を図案化したもの                                                             | 1973年4月15日  |                                                           |
| 東白川郡 | 塙町       |        | 「はなわ」を大きい円と小さい円を合わせて図案化したもの                             | 1968年10月1日  | 1968年11月13日に告示される                                |
| 東白川郡 | 鮫川村     |        | 「さ」を図案化したもの                                                             | 1972年11月21日 |                                                           |
| 石川郡   | 石川町     |        | 「イシ」を組み合わせて図案化したもの                                               | 1966年1月1日   | 1966年1月12日に告示され、7月1日に再制定される             |
| 石川郡   | 玉川村     |        | 「た」を円形に図案化したもの                                                       | 1974年4月1日   | 1974年6月27日に条例化される 2代目の村章である             |
| 石川郡   | 平田村     |        | 「ひ」を円形に図案化したもの                                                       | 1979年3月16日  | 1984年6月22日に告示される                                 |
| 石川郡   | 浅川町     |        | 「A」と鋭角は城山を表したもの                                                      | 1968年11月1日  | 1968年10月15日に公表されたものを同年11月1日に制定される   |
| 石川郡   | 古殿町     |        | 「ふ」を図案化し、中央には「矢」を配したもの                                       | 1957年12月24日 |                                                           |
| 田村郡   | 三春町     |        | 全体は「みはる」を図案化し、「み」を円形にしたもの                                 | 1958年11月3日  |                                                           |
| 田村郡   | 小野町     |        | 「小」を円形に図案化したもの                                                       | 1960年5月      |                                                           |
| 双葉郡   | 広野町     |        | 「ひ」を円形と翼型に図案化したもの                                                 | 1972年9月1日   |                                                           |
| 双葉郡   | 楢葉町     |        | 「N」とナラの葉を組み合わせて図案化したもの                                        | 1976年4月1日   | 1977年4月18日に規定される                                 |
| 双葉郡   | 富岡町     |        | 三つの「ト」を図案化したもの                                                       | 1955年頃       |                                                           |
| 双葉郡   | 川内村     |        | 「カワ」を図案化したもの                                                           | 1978年4月1日   | 1977年8月11日に条例化される 2代目の村章である             |
| 双葉郡   | 大熊町     |        | 中央部には「大」・上部に「ク」・下部に「マ」を図案化したもの                       | 1969年11月1日  |                                                           |
| 双葉郡   | 双葉町     |        | 「双」を図案化したもの                                                             | 1972年10月1日  |                                                           |
| 双葉郡   | 浪江町     |        | 「なミエ」を図案化（全体は「な」・翼の三枚は「ミ」・白地「エ」である）したもの     | 1962年7月1日   |                                                           |
| 双葉郡   | 葛尾村     |        | 「K」を図案化したもの                                                              | 1977年2月4日   | 2代目の村章である                                         |
| 相馬郡   | 新地町     |        | 「しん」を太平洋の波の形・鳥が飛ぶ姿に図案化したもの                               | 1971年11月1日  |                                                           |
| 相馬郡   | 飯舘村     |        | 外円は村民の和を、半円は広大な村土を表したもの                                     | 1966年7月      |                                                           |

## 廃止された市町村章
| 市郡     | 町村       | 市町村章 | 由来                                                                       | 制定日         | 廃止日                    | 備考                                                                |
| -------- | ---------- | -------- | -------------------------------------------------------------------------- | -------------- | ------------------------- | ------------------------------------------------------------------- |
| 石城郡   | 平町       |          | 「平」を図案化したもの                                                     | 1911年1月      | 1937年6月1日              |                                                                     |
| 岩瀬郡   | 須賀川町   |          | 「す」の図案化と菊と川を表している                                         | 1912年         | 1954年3月31日             |                                                                     |
| 平市     |            |          | 「平」を図案化したもの                                                     | 1937年6月1日   | 1966年10月1日             |                                                                     |
| 磐城市   |            |          | 「イワキ」を図案化したもの                                                 | 1960年         | 1966年10月1日             |                                                                     |
| 勿来市   |            |          | 「ナコソ」を図案化したもの                                                 | 1955年4月29日  | 1966年10月1日             |                                                                     |
| 常磐市   |            |          | 「ジ」を図案化し、兎の耳を表しているもの                                   | 1954年12月1日  | 1966年10月1日             |                                                                     |
| 内郷市   |            |          | 「内」を図案化したもの                                                     | 不明           | 1966年10月1日             |                                                                     |
| 東白川郡 | 棚倉町     |          | 不明                                                                       | 1955年1月1日   | 1973年11月3日             | 旧・棚倉町制時に初代の町章と制定される                              |
| 大沼郡   | 本郷町     |          | 「ホン」を図案化し、融和と目的を表したもの                                 | 1970年9月      | 1992年3月31日             |                                                                     |
| 北会津郡 | 北会津村   |          | 「北」を図案化したもの                                                     | 1971年10月1日  | 2004年11月1日             |                                                                     |
| 田村郡   | 滝根町     |          | 「た」を図案化したもの                                                     | 1969年11月3日  | 2005年3月1日              |                                                                     |
| 田村郡   | 大越町     |          | 「大越」を図案化し、「大」を大きい両翼にし、「コエ」を二重の輪で囲んだもの | 1968年3月21日  | 2005年3月1日              |                                                                     |
| 田村郡   | 常葉町     |          | 「と」を合体して図案化したもの                                             | 1963年12月20日 | 2005年3月1日              |                                                                     |
| 田村郡   | 船引町     |          | 中央部は「船」を図案化し、外周に星を描いたもの                             | 1958年11月7日  | 2005年3月1日              |                                                                     |
| 田村郡   | 都路村     |          | 「み」を三角形・鵬に準えたもの                                             | 1971年4月1日   | 2005年3月1日              |                                                                     |
| 岩瀬郡   | 長沼町     |          | 「な」を円形にして図案化したもの                                           | 1972年         | 2005年4月1日              |                                                                     |
| 岩瀬郡   | 岩瀬村     |          | 「い」を変形し、大きな円と小さい円を描いたもの                             | 1968年11月3日  | 2005年4月1日              |                                                                     |
| 大沼郡   | 会津高田町 |          | 「た」を図案化したもの                                                     | 2005年10月1日  | 1965年9月10日に公開された |                                                                     |
| 大沼郡   | 会津本郷町 |          | 「A」と「H」を合わせて図案化したもの                                       | 2005年10月1日  | 1992年3月31日             | 本郷町章として制定された                                            |
| 大沼郡   | 新鶴村     |          | 「に」を鶴の姿に図案化したもの                                             | 2005年10月1日  | 1973年12月                | 1979年に再制定された                                                |
| 河沼郡   | 河東町     |          | 「河」を円形にして図案化したもの                                           | 1972年12月23日 | 2005年11月1日             | 河東村章として制定され、町制施行後に継承される 緑色が指定されている |
| 白河市   |            |          | 梅鉢と「白」を丸く浮かして表している                                       | 1956年10月1日  | 2005年11月7日             |                                                                     |
| 西白河郡 | 表郷村     |          | 「オモテ」を表している                                                     | 1972年4月      | 2005年11月7日             |                                                                     |
| 西白河郡 | 大信村     |          | 融和と発展を山で表している                                                 | 1963年9月      | 2005年11月7日             | 色は緑色が指定されている                                            |
| 西白河郡 | 東村       |          | 「東」を円で囲んだものを表している                                         | 1965年5月      | 2005年11月7日             |                                                                     |
| 二本松市 |            |          | 二本の松葉を組み合わせたもの                                               | 1958年10月1日  | 2005年12月1日             | 二本松町制時の1955年に制定され、市制施行後に継承された              |
| 安達郡   | 安達町     |          | 「安」を丸くして突出して羽ばたきを表しながら図案化したもの                 | 1965年1月20日  | 2005年12月1日             |                                                                     |
| 安達郡   | 岩代町     |          | 「イ」を斜線にして図案化したもの                                           | 1971年4月      | 2005年12月1日             |                                                                     |
| 安達郡   | 東和町     |          | 「東和（とうわ）」を図案化し、輪の中に「とう」を入れたもの                 | 1964年11月     | 2005年12月1日             |                                                                     |
| 伊達郡   | 伊達町     |          | 「ダ」を表している                                                         | 1966年11月6日  | 2006年1月1日              |                                                                     |
| 伊達郡   | 梁川町     |          | 「ヤ」を図案化したもの                                                     | 1965年10月1日  | 2006年1月1日              |                                                                     |
| 伊達郡   | 保原町     |          | 「ホ」を円形と両翼にして図案化したもの                                     | 1957年12月     | 2006年1月1日              |                                                                     |
| 伊達郡   | 霊山町     |          | 「り」を図案化し、「山」を表したもの                                       | 1964年5月      | 2006年1月1日              |                                                                     |
| 伊達郡   | 月舘町     |          | 「月」を両翼にして図案化したもの                                           | 1965年7月17日  | 2006年1月1日              |                                                                     |
| 原町市   |            |          | 「原」を図案化したもの                                                     | 1958年3月17日  | 2006年1月1日              | 2代目の市章である                                                   |
| 相馬郡   | 鹿島町     |          | 「カ」を図案化したもの                                                     | 1963年3月30日  | 2006年1月1日              |                                                                     |
| 相馬郡   | 小高町     |          | 「小」を大きい輪一つと小さい輪二つで図案化したもの                         | 1974年7月1日   | 2006年1月1日              |                                                                     |
| 喜多方市 |            |          | 「き」を翼型にして図案化したもの                                           | 1961年8月19日  | 2006年1月4日              | 2代目の市章である                                                   |
| 耶麻郡   | 熱塩加納村 |          | 「ア」を図案化したもの                                                     | 1974年3月15日  | 2006年1月4日              |                                                                     |
| 耶麻郡   | 塩川町     |          | 「し」を図案化したもの                                                     | 1964年10月24日 | 2006年1月4日              |                                                                     |
| 耶麻郡   | 山都町     |          | 「山ト」を歯車の形に図案化したもの                                         | 1954年3月30日  | 2006年1月4日              | 1952年8月に制定され、1954年3月30日に再制定された                    |
| 耶麻郡   | 高郷村     |          | 「タ」を輪の形にして図案化したもの                                         | 1975年10月9日  | 2006年1月4日              |                                                                     |
| 南会津郡 | 田島町     |          | 「田」をみなみじゅうじ座に象り、図案化したもの                             | 1958年1月      | 2006年3月20日             |                                                                     |
| 南会津郡 | 舘岩村     |          | 「たてい」を円形に表し、そのうち、「い」を輪にしたもの                     | 1969年4月1日   | 2006年3月20日             |                                                                     |
| 南会津郡 | 伊南村     |          | 「い」を円形と跳ねて図案化したもの                                         | 1973年9月      | 2006年3月20日             |                                                                     |
| 南会津郡 | 南郷村     |          | 「ナ」を上下を角型にして図案化したもの                                     | 1973年3月      | 2006年3月20日             |                                                                     |
| 安達郡   | 本宮町     |          | 「も」を図案化したもの                                                     | 1971年2月10日  | 2007年1月1日              |                                                                     |
| 安達郡   | 白沢村     |          | 「しらさわ（白さ輪）」を末広がりに表したもの                               | 1968年12月12日 | 2007年1月1日              |                                                                     |
| 伊達郡   | 飯野町     |          | 「いいの」を図案化して組み合わせたもの                                     | 1959年4月      | 2008年7月1日              |                                                                     |

### 書籍
- 小学館辞典編集部 編『図典 日本の市町村章』（初版第1刷）小学館、2007年1月10日。ISBN 4095263113。
- 近藤春夫『都市の紋章 : 一名・自治体の徽章』行水社、1915年。NDLJP:955061
- 中川幸也『シリーズ人間とシンボル第2号「都市の旗と紋章」』中川ケミカル、1987年10月11日。
- 丹羽基二『日本の市章 （東日本）』保育社、1984年4月5日。
- 望月政治『都章道章府章県章市章のすべて』日本出版貿易株式会社、1973年7月7日。
- NHK情報ネットワーク『NHKふるさとデータブック2 [東北]』日本放送協会、1992年4月1日。
- 国際図書『事典　シンボルと公式制度』国民文化協会、1968年。

### 自治体書籍
- 平市『平市勢要覧』福島県平市、1964年。
- 磐城市『市勢要覧いわき』福島県磐城市、1962年。
- 勿来市『市勢要覧なこそ』福島県勿来市、1961年。
- 常磐市『常磐市制要覧』福島県常磐市、1965年。
- 常磐市役所『常磐市例規集』福島県常磐市。
- 内郷市『内郷市制要覧』福島県内郷市、1962年。
- 会津本郷町『会津本郷町閉庁記念誌』福島県大沼郡会津本郷町、2005年。
- 会津本郷町『広報あいづほんごう 平成4年4月号』福島県大沼郡会津本郷町、1992年4月1日。
- 都路村役場『都路村例規集』福島県田村郡都路村。
- 小高町役場『小高町例規集』福島県相馬郡小高町。